# Verkiezingen voor het Europees Parlement 2019/Kandidatenlijst/Volt
De kandidatenlijst voor de Europese Parlementsverkiezingen 2019 van de lijst Volt Nederland (lijstnummer 16) is na controle door de Kiesraad als volgt vastgesteld:
1. van Lanschot R.J.A. (Reinier) (m), Amsterdam
2. Vogels N. (Nilüfer) (v), Amsterdam
3. Dassen L.A.J.M. (Laurens) (m), Amsterdam
4. Wielinga E.G.R. (Bibi) (v), Amsterdam
5. Jongerius L.J. (Lars) (m), Amsterdam
6. Broersen J. (Juliet) (v), Amsterdam
7. Luth C.G. (Chris) (m), Rotterdam
8. Italianer LV. (Ilca) (v), Amsterdam
9. Van de Kraats C.W.A. (Coen) (m), Amsterdam
10. Oerlemans L. (Liping) (v), 's-Gravenhage
11. Bolsius T.E. (Tom) (m), Amsterdam
12. Tunovič A. (Aida) (v), Delft
13. Munnichs J.P. (Jasper) (m), Utrecht
14. Habets R. (Roos) (v), Utrecht
15. Halbgewachs J.P. (Jason) (m), 's-Gravenhage
16. Kroesen E. (Eiske) (v), Heemstede
17. Janssen K.M. (Koen) (m), Amsterdam
18. Hoekstra D. (Doke) (v), Amsterdam
19. van Bokhoven B. (Boris) (m), 's-Gravenhage
20. Çiğdem R. (Reyhan) (v), Rotterdam
21. Coenen M.A.N. (Mark) (m), Breda
22. Koekkoek M. (Marieke) (v), Utrecht
23. Theune E.P. (Elmar) (v), Wageningen
24. De Visser J.J. (Justus) (m), Antwerpen (BE)

Democraten 66 (D66) ·
CDA-Europese Volkspartij · 
PVV (Partij voor de Vrijheid) ·
VVD · 
SP (Socialistische Partij) ·
P.v.d.A./Europese Sociaaldemocraten ·
ChristenUnie-SGP ·
GROENLINKS ·
Partij voor de Dieren ·
50PLUS ·
JEZUS LEEFT ·
DENK ·
De Groenen ·
Forum voor Democratie ·
vandeRegio & Piratenpartij ·
Volt Nederland